# Deiniolen
Deiniolen is een plaats in Wales, in het bestuurlijke graafschap en in het ceremoniële behouden graafschap Gwynedd. De plaats is genoemd naar de heilige Deiniol.

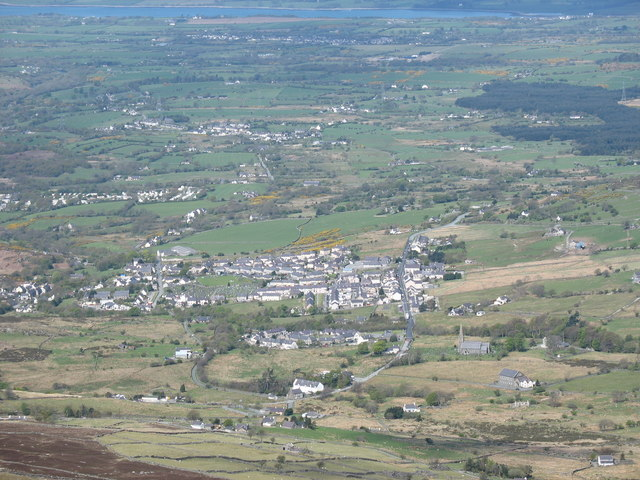